# Królestwo Danii
Królestwo Danii (duń. Kongeriget Danmark) – monarchia konstytucyjna tworzona przez właściwą Danię, Grenlandię i Wyspy Owcze.
Grenlandia (w Ameryce Północnej) i Wyspy Owcze (na Atlantyku w Europie) są terytoriami zależnymi Danii (w Europie). Konstytucja Danii nie definiuje w sposób precyzyjny statusu poszczególnych części państwa względem siebie. Oba terytoria nie są koloniami, ale regionami administracyjnymi, jednak konstytucja nie definiuje państwa duńskiego jako unitarnego. Każda z trzech części państwa posiada osobną administrację kierowaną przez własne rządy.

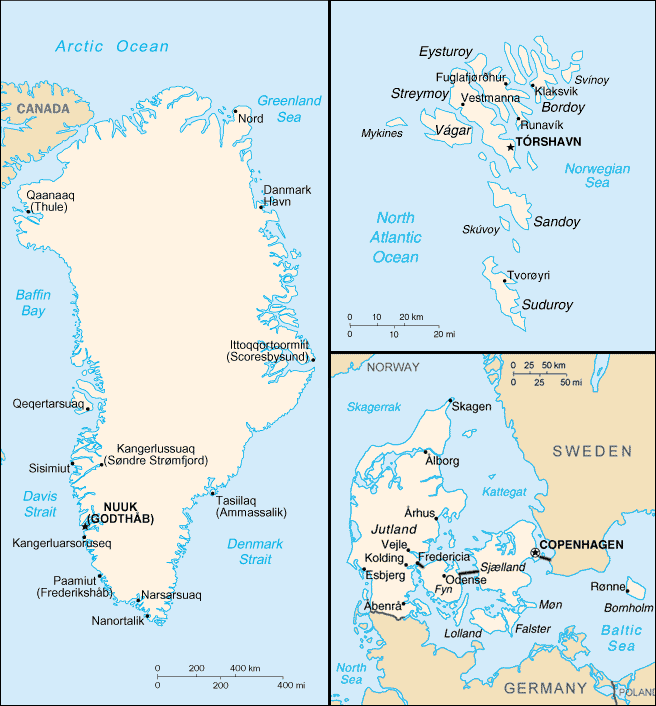
Mapa wszystkich terytoriów wchodzących w skład Królestwa Danii

| Kraj            | Populacja (2006) | Obszar (km²) | Gęstość (os./km²) |
| --------------- | ---------------- | ------------ | ----------------- |
| Dania           | 5 519 441        | 43 094       | 127               |
| Grenlandia      | 57 695           | 2 175 600    | 0,026             |
| Wyspy Owcze     | 49 006           | 1399         | 34                |
| Królestwo Danii | 5 626 011        | 2 220 093    | 2,5               |